# Ботешть (Скерішоара, Алба)
Ботешть, Ботешті (рум. Botești) — село у повіті Алба в Румунії. Входить до складу комуни Скерішоара.
Село розташоване на відстані 333 км на північний захід від Бухареста, 65 км на північний захід від Алба-Юлії, 66 км на південний захід від Клуж-Напоки, 148 км на північний схід від Тімішоари.

## Населення
За даними перепису населення 2002 року у селі проживали 19 осіб, усі — румуни. Усі жителі села рідною мовою назвали румунську.